# Mózes ibn Dzsikatilla
Mózes ibn Dzsikatilla (Córdoba, ? – Zaragoza, 1080 körül) középkori hispániai zsidó hittudós.
Córdobában született, de élete jelentős részét – körülbelül 1060-tól – Zaragozában töltötte. Kommentárokat írt több bibliai könyvhöz, így Izajáshoz, a Zsoltárok- és Jób könyvéhez, illetve a kisprófétákhoz. A kommentárokat kritikai szellem hatja át. Műveit kortársa, Júda ibn Balaam erős bírálatban részesítette.